# HIStory5—遇見未來的你
《HIStory5—遇見未來的你》（英語：HIStory5 - Love in the Future）為HIStory系列的第五季，是2022年由臺灣LINE TV製作的BL偶像劇。LINE TV於2022年10月5日公布開拍，並於2022年10月開鏡，於2022年第四季開播。由陳怡妤導演執導，張碩航、王肇緯、陳璽安、徐韜主演。張碩航穿越22年時空，化身個性開朗陽光的外送員，與「霸總系貴公子」王肇緯共組「大海CP」大談命定戀愛。陳璽安飾演有反差魅力的「禁慾系」上司，與剛進公司的「便利貼」新人徐韜共組「森林CP」譜「職場格差戀」。

## 紀事
- 2022年10月公布開拍第五季《遇見未來的你》單元以及主演名單。[2]
- 2022年11月初殺青。
- 2022年11月23日釋出「森林CP」前導預告。[3]
- 2022年11月30日釋出「大海CP」前導預告。[4]
- 2022年12月7日釋出第五季《遇見未來的你》預告。[5]

## 播出時間

### 網路
| 頻道         | 所在地                                                           | 播映日期                      | 上架時間 |
| ------------ | ---------------------------------------------------------------- | ----------------------------- | -------- |
| LINE TV      | 臺灣                                                             | 2022年12月28日 －2023年3月1日 | 20:00    |
| Video Market | 日本                                                             | 2022年12月28日 －2023年3月1日 | 20:00    |
| 樂天電視     | 日本                                                             | 2022年12月28日 －2023年3月1日 | 20:00    |
| GagaOOLala   | 東南亞各國 · 香港 · 澳門 · 尼泊尔 · 馬爾地夫 · 蒙古国 · 斯里蘭卡 | 2022年12月28日 －2023年3月1日 | 20:00    |
| Rakuten Viki | 歐洲各國 · 美洲各國 · 印度 · 菲律賓 · 泰國 · 中東各國            | 2022年12月28日 －2023年3月1日 | 20:00    |

## 演員與角色

### 主要角色
| 演員   | 角色   | 介紹                                         |
| 張碩航 | 何柏緯 | 大四生，在2000年的第一天意外穿越到了2022年。 |
| 張碩航 | 戴哲尼 | 何柏緯穿越至2022年所使用的身份。             |
| 王肇緯 | 海 翼  | 海神百貨接班人，海揚的兒子。                 |
| 陳璽安 | 梁文森 | 海神百貨總經理。                             |
| 徐 韜  | 林懷恩 | 海神百貨行銷部新進員工。                     |
| 何紫妍 | 魏瑟茉 | 戴哲尼的青梅竹馬。                           |
| 歐陽倫 | 福 德  | 土地公                                       |

### 其他角色
| 演員   | 角色     | 介紹                                                           |
| 林乃華 | 何李金花 | 何柏緯的奶奶。                                                 |
| 簡莉紋 | 陸思琪   | 陸廣集團千金，海翼的前女友。                                   |
| 王耿豪 | 海 揚    | 海神百貨董事長，海音的哥哥、海翼的父親。                       |
| 張詩盈 | 海 音    | 海揚的妹妹、海翼的姑姑。                                       |
| 管謹宗 | 吳常山   | 海神百貨副董事長。                                             |
| 賴煜鴻 | 東 尼    | 海神百貨行銷部經理，林懷恩的上司。                             |
| 林帥甫 | 俊 偉    | 海神百貨行銷部員工，林懷恩的同事。                             |
| 廖錦德 | 曾銘峰   | 海神百貨客服部主任，海翼與戴哲尼的上司。                       |
| 安俊朋 | 葉幸司   | 傅永傑伴侶，第四季《近距離愛上你》登場人物。梁文森的大學學長。 |
| 林嘉威 | 傅永傑   | 葉幸司伴侶，第四季《近距離愛上你》登場人物。                   |
| 葛宸羽 | 夏如風   | 夏日集團千金，海翼的相親對象。                                 |

## 戲劇歌曲
| 曲別   | 歌名                     | 演唱者     | 作詞       | 作曲       |
| 主題曲 | 想跟你就這樣靠得越來越近 | Ozone      | 持修       | GJ蔣卓嘉   |
| 片尾曲 | 連輸入法都記得你         | 陳勢安     | 森白       | 森白       |
| 插曲   | 腦袋都是你               | 陳勢安     | 都智文     | 都智文     |
| 插曲   | More Than Friends        | 陳勢安     | 吳國菲     | 吳國菲     |
| 插曲   | 你是過客就別為我停留     | Diiton滴燙 | Diiton滴燙 | Diiton滴燙 |

## 製作團隊
- 導演：陳怡妤
- 總監：彭佳苹
- 製作人：彭佳苹
- 編劇：藍今翎、劉書樺
- 攝影師：楊翔宇、蘇聖益
- 燈光師：孫御凱
- 美術指導：張文耀
- 剪接師：呂巧思
- 製作公司：巧克科技新媒體股份有限公司

## 外部連結
- HIStory的Facebook專頁
- HIStory的Instagram帳戶
- 互联网电影数据库（IMDb）上《HIStory》的资料（英文）